# Lijst van voetbalinterlands Kirgizië - Macau
Deze lijst van voetbalinterlands is een overzicht van alle officiële voetbalwedstrijden tussen de nationale teams van Kirgizië en Macau. De landen hebben tot op heden vier keer tegen elkaar gespeeld. De eerste ontmoeting, een groepswedstrijd tijdens de AFC Challenge Cup 2006, werd gespeeld in Dhaka (Bangladesh) op 7 april 2006. Het laatste duel, een kwalificatiewedstrijd voor de Azië Cup 2019, vond plaats op 14 november 2017 in Macau.

## Wedstrijden
| № | Plaats  | Datum            | Competitie                          | Wedstrijd        | Uitslag |
| - | ------- | ---------------- | ----------------------------------- | ---------------- | ------- |
| 1 | Dhaka   | 7 april 2006     | AFC Challenge Cup 2006              | Macau – Kirgizië | 0 – 2   |
| 2 | Bisjkek | 17 maart 2013    | AFC Challenge Cup 2014 kwalificatie | Kirgizië – Macau | 1 – 0   |
| 3 | Bisjkek | 28 maart 2017    | Azië Cup 2019 kwalificatie          | Kirgizië − Macau | 1 − 0   |
| 4 | Macau   | 14 november 2017 | Azië Cup 2019 kwalificatie          | Macau − Kirgizië | 3 − 4   |

## Samenvatting
| Competitie                     | Totaal gespeeld | Winst Kirgizië | Gelijk | Winst Macau | Doelsaldo Kirgizië – Macau |
| ------------------------------ | --------------- | -------------- | ------ | ----------- | -------------------------- |
| Azië Cup-kwalificatie          | 2               | 2              | 0      | 0           | 5 − 3                      |
| AFC Challenge Cup              | 1               | 1              | 0      | 0           | 2 − 0                      |
| AFC Challenge Cup-kwalificatie | 1               | 1              | 0      | 0           | 1 − 0                      |
| Totaal                         | 4               | 4              | 0      | 0           | 8 − 3                      |

KFU · 
A-internationals · 
Bondscoaches · 
Statistieken · 
Kirgizisch vrouwenelftal · 
Kirgizië U21 · 
Kirgizië U20 · 
Kirgizië U19 · 
Kirgizië U18 · 
Kirgizië U17
1990 – 1999 · 
2000 – 2009 · 
2010 – 2019 ·
2020 − 2029
1992 · 
1993 · 
1994 · 
1995 · 
1996 · 
1997 · 
1998 · 
1999 · 
2000 · 
2001 · 
2002 · 
2003 · 
2004 · 
2005 · 
2006 · 
2007 · 
2008 · 
2009 · 
2010 · 
2011 · 
2012 · 
2013 ·
2014 ·
2015 ·
2016 ·
2017 ·
2018 ·
2019 ·
2020 ·
2021 ·
2022 ·
2023 ·
2024
Afghanistan ·
Australië ·
Azerbeidzjan ·
Bahrein ·
Bangladesh ·
Cambodja ·
China ·
Estland ·
Filipijnen · 
India ·
Indonesië ·
Irak ·
Iran ·
Japan ·
Jemen ·
Jordanië ·
Kazachstan ·
Koeweit ·
Libanon ·
Macau ·
Malediven ·
Maleisië ·
Moldavië ·
Mongolië ·
Myanmar ·
Nepal ·
Noord-Korea ·
Oezbekistan ·
Oman ·
Pakistan ·
Palestina ·
Qatar ·
Rusland ·
Saoedi-Arabië ·
Singapore ·
Sri Lanka ·
Syrië ·
Tadzjikistan ·
Taiwan ·
Thailand ·
Turkmenistan ·
Verenigde Arabische Emiraten ·
Wit-Rusland ·
Zuid-Korea
AFM · 
A-internationals · 
Macaus vrouwenelftal
1980 – 1989 · 
1990 – 1999 · 
2000 – 2009 · 
2010 – 2019 ·
2020 − 2029
Bangladesh ·
Bhutan ·
Brunei ·
Cambodja ·
China ·
Filipijnen ·
Guam ·
Hongkong ·
India ·
Irak ·
Japan ·
Kazachstan ·
Kirgizië ·
Koeweit ·
Laos ·
Maleisië ·
Mauritius ·
Mongolië ·
Myanmar ·
Nepal ·
Noord-Korea ·
Oman ·
Pakistan ·
Salomonseilanden ·
Saoedi-Arabië ·
Singapore ·
Sri Lanka ·
Tadzjikistan ·
Taiwan ·
Thailand ·
Vietnam ·
Zuid-Korea